# Faïdit
Els faïdits eren els cavallers i senyors del Llenguadoc que es trobaren desposseïts dels seus feus i terres durant la croada albigesa. Van prendre part activa en la resistència occitana contra l'ocupació i l'establiment dels croats vinguts del nord.
Els senyors llenguadocians podien esdevenir culpables de faidiment per diverses raons.
- Podien ser creients càtars i, per tant, culpables directes d'heretgia.
- Refús de prestar servei als dirigents de la croada, cosa que els convertia a ulls dels croats en protectors dels herètics.

Per altra banda, un senyor o cavaller esdevingut culpable de faidiment veia les seves terres posades en presa i podien, doncs, ser confiscades pels croats. Molts faïdits perseguits van formar una activa resistència a l'ocupació pels croats.
El destí d'aquests cavallers va ser variat. El faidiment no era necessàriament de per vida. Molts moriren per les seves terres o s'exiliaren a la Corona d'Aragó, com és el cas de Geraud de Niòrt. D'altres van cercar la pau amb l'Església per tal de recobrar les terres i drets, a canvi de la promesa de combatre l'heretgia o de prendre la creu per anar a Terra Santa com va ser el cas, per exemple, d'Oliver de Tèrme o de Bernat Otó de Niòrt (que anà fins a Roma per fer-se absoldre pel mateix papa...).
Entre els faïdits més cèlebres hi trobem: Ramon VI de Tolosa i el seu fill Raimon VII, Raimon de Trencavel o Pere-Roger de Mirapeis, defensor de Montsegur.

## Llista defaïdits
Ens han arribat molts noms de cavallers i senyors faïdits. A continuació se'n desenvolupa una llista no exhaustiva:
| - Pere Ramon d'Argens - Jasbert de Barberà - Jordà de Cabaret - Pere Roger de Cabaret - Berenguer de Cucunhan - Pere de Cucunhan - Guiraud de Gordon - Bernat Jordà de l'Isla Jordan - Guilhem Unaud de Lantar - Guiraud Unaud de Lantar - Jordà Unaud de Lantar - Raimon Unaud de Lantar - Raül de Laura - Guilhem de Menerva - Ponç de Mirabel - Arnau Roger de Mirapeis - Pere Roger de Mirapeis - Aimeric de Montlaur - Osil de Morlhon - Geraud de Niòrt | - Bernat Otó de Niòrt - Guilhem de Niòrt - Raimon de Ròcafuèlh (Niòrt) - Guiraud de Pepius - Ramon de Perella - Sicard de Puèglaurenç - Pelfort de Rabastens - Raimon Sanç de Rabat - Augier de Rabat - Aimeri de Ròcafòrt - Pere Geraud de Rotier - Oliver de Tèrme - Ramon VI de Tolosa - Ramon VII de Tolosa - Ramon Trencavell II - Guiraud Amiel de Vilalièr - Arnau de Vilamur - Pere Català - Roger Català |